# Ryszard Szewczyk
Ryszard Szewczyk (ur. 3 kwietnia 1960 w Gdyni) – były polski piłkarz, grający na pozycji obrońcy.

## Kariera
Szewczyk jest wychowankiem Arki Gdynia. 9 marca 1978 roku zadebiutował w I lidze w meczu przeciwko Lechowi Poznań, stając się najmłodszym graczem Arki w najwyższej klasie rozgrywek (rekord ten pobił w 2010 roku Krystian Żołnierewicz). W tym samym roku wraz z reprezentacją Polski zdobył trzecie miejsce na Turnieju Juniorów UEFA. W 1979 został zdobywcą Pucharu Polski. W 1983 roku przeszedł do Lecha Poznań, w którym to klubie zdobył w sezonie 1983/1984 mistrzostwo i Puchar Polski. Następnie grał w Lechii Gdańsk, Arce Gdynia, Polonii Hamburg, Unionie Jemmappes, Zdroju Ciechocinek i FC Sopot. Karierę piłkarską zakończył w 1996 roku.